# Kościół San Nicola da Tolentino w Rzymie
Kościół San Nicola da Tolentino w Rzymie, Kościół rektorski San Nicola da Tolentino agli Orti Sallustiani (oficjalna nazwa: Chiesa rettoria San Nicola da Tolentino agli Orti Sallustiani) – rzymskokatolicki kościół w rione Trevi, w Rzymie, pod wezwaniem św. Mikołaja z Tolentino. Jest kościołem rektorskim kościoła katolickiego obrządku ormiańskiego.
Człon „Orti Sallustiani” („Ogrody Sallustiańskie”), wskazujący na lokalizację kościoła, nawiązuje do rzymskiego historyka i polityka Gaiusa Sallustiusa Crispusa, właściciela tychże ogrodów.

## Historia

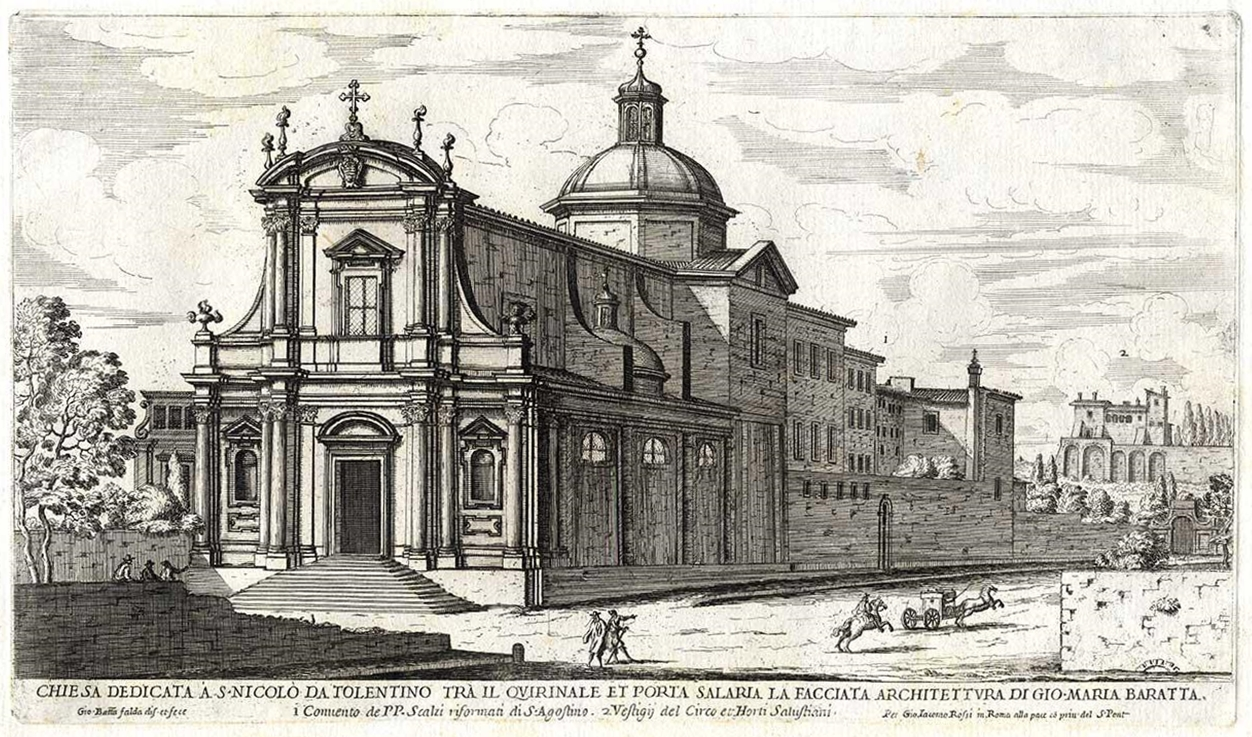
Kościół San Nicola da Tolentino na rycinie Giovanniego Battisty Faldy (1670)

Kościół został zbudowany w 1599 roku na terenie między winnicami i ogrodami dla nowicjuszy z zakonu augustianów bosych, zatwierdzonego w tym samym roku przez papieża Klemensa VIII. W 1620 roku Augustianie rozpoczęli rozbudowę kompleksu, powierzając nadzór nad nią architektowi Carlowi Buti. Ze względu na brak środków prace budowlane przeciągały się aż do momentu, kiedy książę Camillo Pamphilj, bratanek papieża Innocentego X, przejął władzę. Po złożeniu ślubowania na rzecz uzdrowienia swojej żony, Olimpii Aldobrandini, sfinansował całkowicie budowę kompleksu, zlecając nadzór nad budową architektowi Alessandrowi Algardiemu. Prace budowlane ukończył w 1654 roku jeden z jego uczniów, Giovanni Maria Baratta. Jego dziełem jest też okazała, poprzedzona schodami, barokowa fasada, zbudowana w 1670 roku. Od 1883 roku kościół należy do Papieskiego Kolegium Ormiańskiego, powołanego przez papieża Leona XIII. Kolegium mieści się w przylegającym do kościoła byłym budynku klasztornym, który po augustianach bosych użytkowały mniszki ze zgromadzenia Romite di San Giovanni Battista.

## Architektura
Fasada składa się z dwóch kondygnacji, podzielonych na trzy części za pomocą korynckich kolumn i pilastrów. W kondygnacji dolnej znajduje się portal, zwieńczony półkolistym tympanonem z napisem „Camillus Princeps Pamphilius”. Po obu stronach portalu zbudowano dwie nisze, zwieńczone trójkątnymi szczytami i ozdobione gołębiami z gałązkami oliwnymi w dziobach, heraldycznym symbolem rodu Pamphilj. Na granicy pomiędzy kondygnacjami fasady umieszczono napis poświęcony św. Mikołajowi z Tolentino. Kondygnacja górna jest zredukowana do części centralnej, flankowanej wolutami. Wypełnia ją duże okno z trójkątnym tympanonem. Całość fasady wieńczy półokrągły tympanon z herbem rodu Pamphilj i krzyżem na wierzchołku.

## Wnętrze

### Korpus nawowy
Wnętrze, oparte na planie krzyża łacińskiego, tworzy pojedyncza nawa, przekryta sklepieniem kolebkowym, ozdobionym złoconymi stiukami. Na skrzyżowaniu nawy z transeptem znajduje się pozbawiona bębna kopuła, której sklepienie wypełnia fresk Chwała św. Mikołaja z Tolentino pędzla Giovanniego Coli i Filippa Gherardiego z 1670 roku, zaś w pendentywach – Cnoty Pietra Paola Ubaldiniego z 1643 roku.

### Ołtarz główny
Ołtarz główny jest dziełem Alessandra Algardiego. W niszy nad ołtarzem widnieje grupa rzeźbiarska Wizja św. Mikołaja z Tolentino z Dziewicą Maryją, św. Augustynem i św. Moniką. Zrealizowali ją Ercole Ferrata i Domenico Guidi. Rzeźba ta przypomina legendę, według której św. Mikołaj, poważnie chory, miał wezwać Dziewicę Maryję, aby objawiła mu się ze świętymi Augustynem i Moniką i ofiarowała błogosławiony chleb; na pamiątkę tego cudu augustianie rozprowadzali wśród wiernych błogosławione chleby, zwane przez lud „panini di S. Nicola” („chlebki św. Mikołaja”), które miały leczyć różne choroby.

### Kaplice
Do nawy głównej otwierają się z każdego boku po trzy kaplice, udekorowane freskami i obrazami. 
- W ołtarzu pierwszej kaplicy po prawej stronie znajduje się obraz Cud św. Mikolaja z Bari, zrealizowany w 1710 roku przez Filippa Laurenziego, zaś na lewej ścianie – Koronacja Maryi Giovanniego Ventury Borghesiego z 1680 roku[4],
- trzecia kaplica po prawej stronie jest poświęcona kardynałowi Federicowi Lante Della Rovere, którego grobowiec (1774) umieszczony został na lewej ścianie. Autorem obrazu Św. Lukrecja i św. Gertruda oraz dekoracji ścian i sklepienia kaplicy jest Pietro Paolo Ubaldini[4],
- obraz ołtarza w prawym transepcie Św. Jan Chrzciciel namalował Baccicia w 1670 roku[4],
- fresk Sceny z życia św. Cecylii i św. Mateusza w kaplicy po lewej stronie ołtarza głównego, namalowal Pietro Paolo Ubaldini; jego dziełem jest również obraz ołtarzowy i dwa obrazy boczne (1638–1640)[7],
- w pierwszej kaplicy po lewej stronie znajduje się kopia Świętego Grobu z Jerozolimy[6],
- kaplica rodu Gavotti, druga po lewej stronie, poświęcona Madonnie z Savony, jest dziełem Pietra da Cortona, który ją zaprojektował i rozpoczął w 1668 roku. Prace ukończył w 1674 roku Ciro Ferri. Posągi św. Jana Chrzciciela i św. Józefa wyrzeźbili odpowiednio Antonio Raggi i Ercole Ferrata. Ołtarz wypełnia marmurowa grupa rzeźbiarska Objawienie Maryi Dziewicy Antoniowi Botcie, (zwana również Madonna della Misericordia di Savona) dłuta Cosima Fancelego. Fresk na kopule kaplicy zrealizowali Pietro da Cortona i del Ferri[7],
- ołtarz trzeciej kaplicy po lewej stronie zdobi obraz Madonna Dobrej Rady Cristoforo Unterbergera, zaś prawą ścianę – Św. Rodzina pędzla Giuseppe Cadesa z 1790 roku[7].

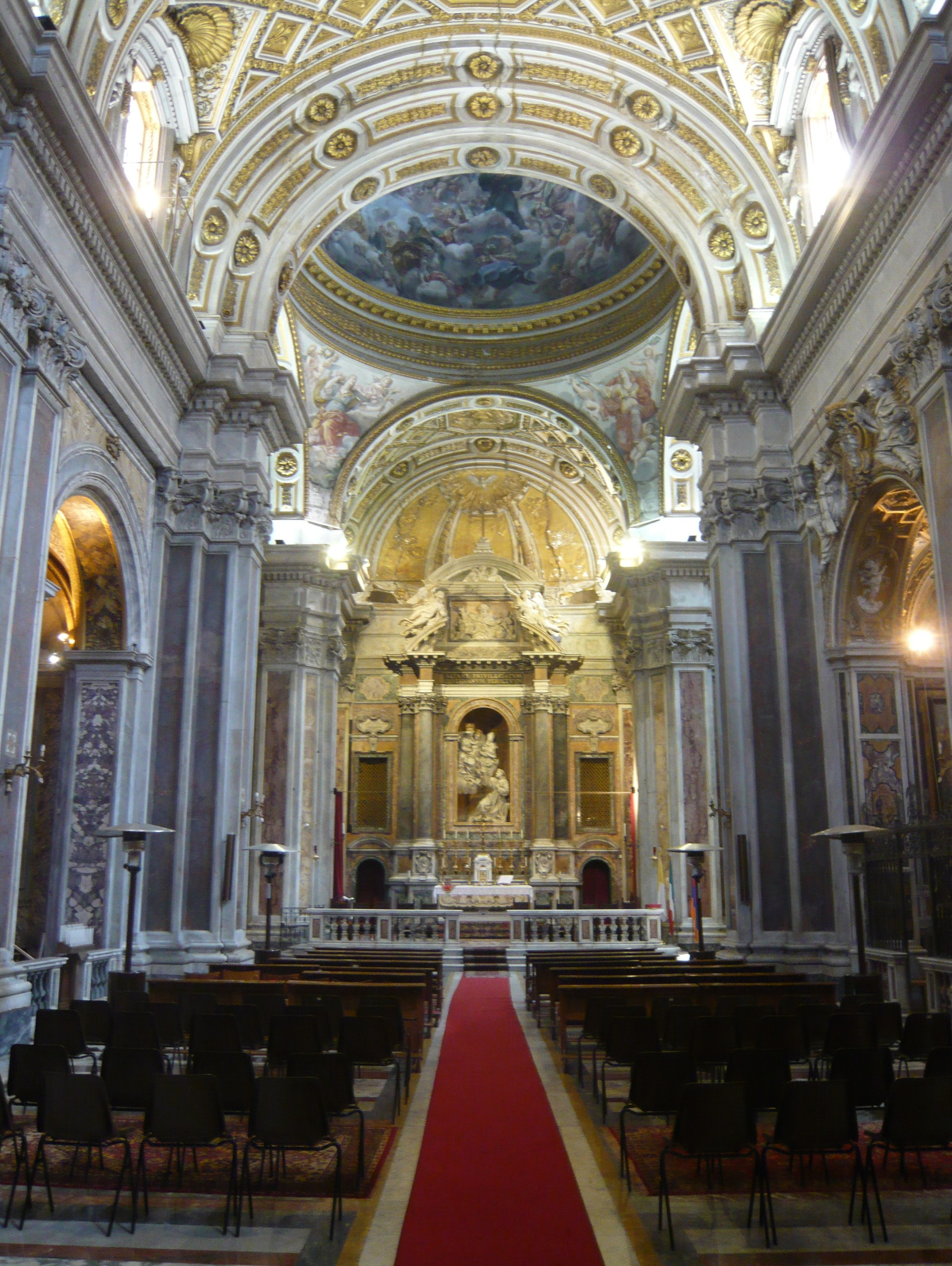
Wnętrze – widok w kierunku prezbiterium
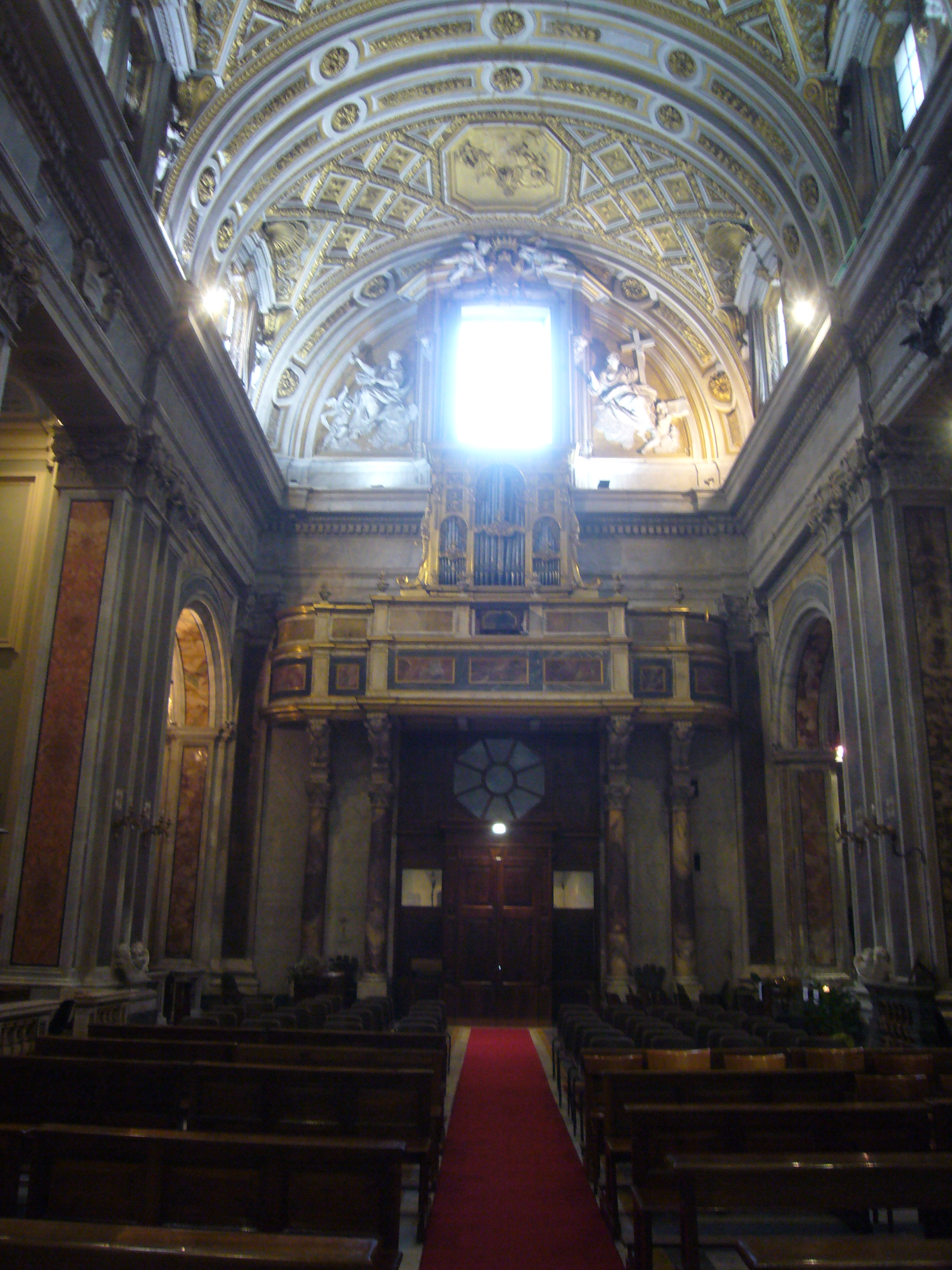
Wnętrze – chór muzyczny
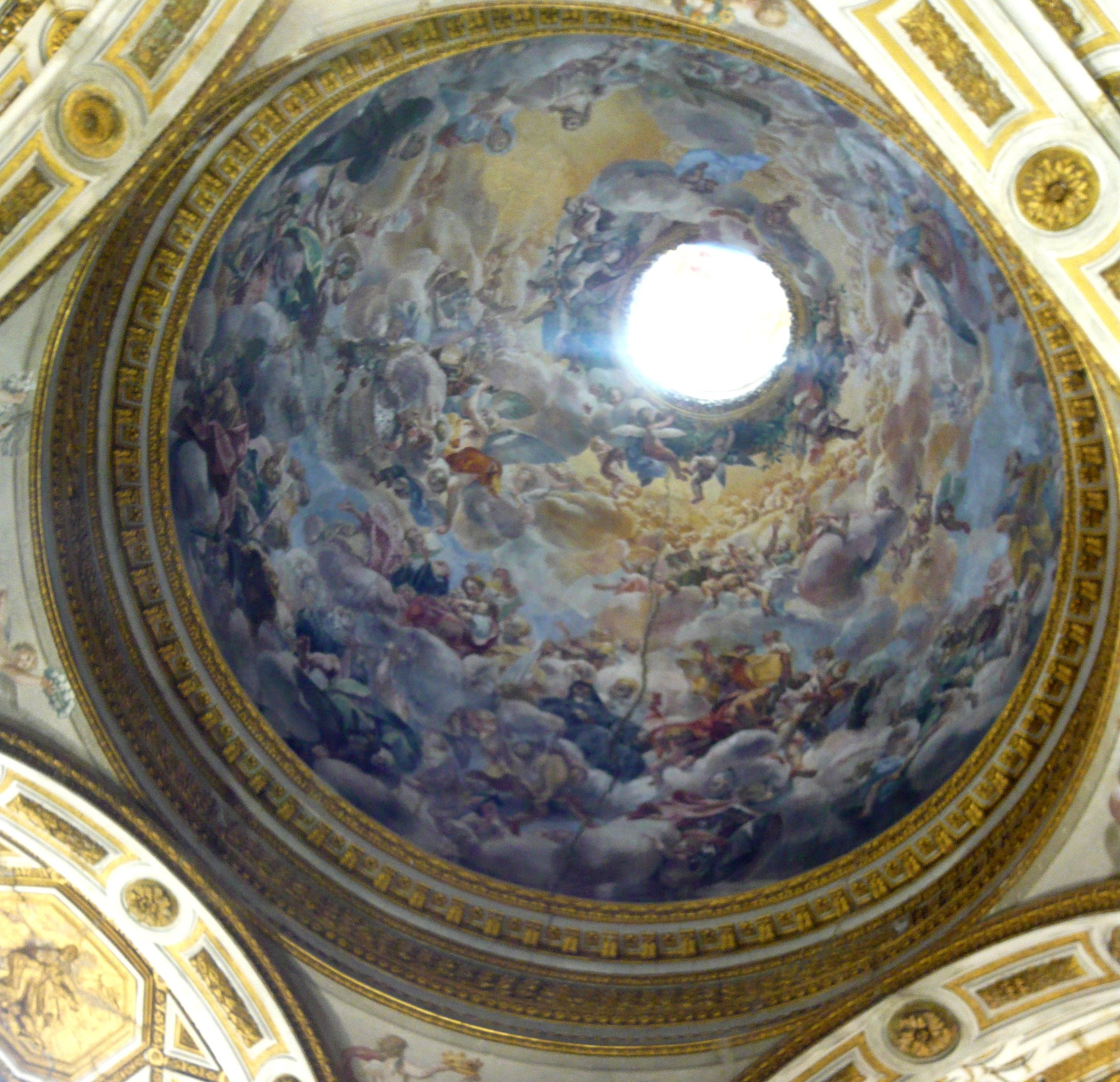
Kopuła
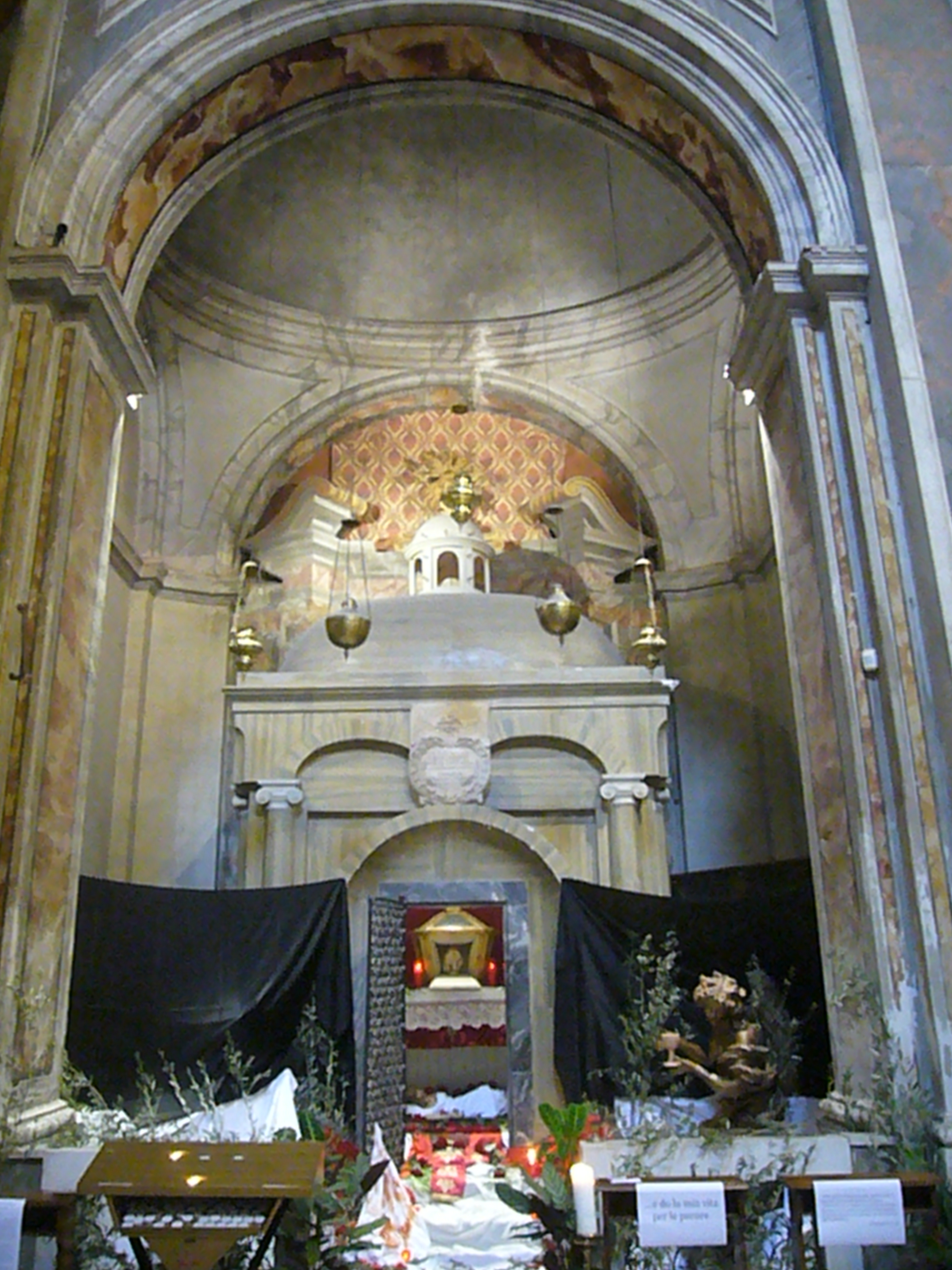
Kaplica Grobu Świętego podczas Wielkiej Soboty
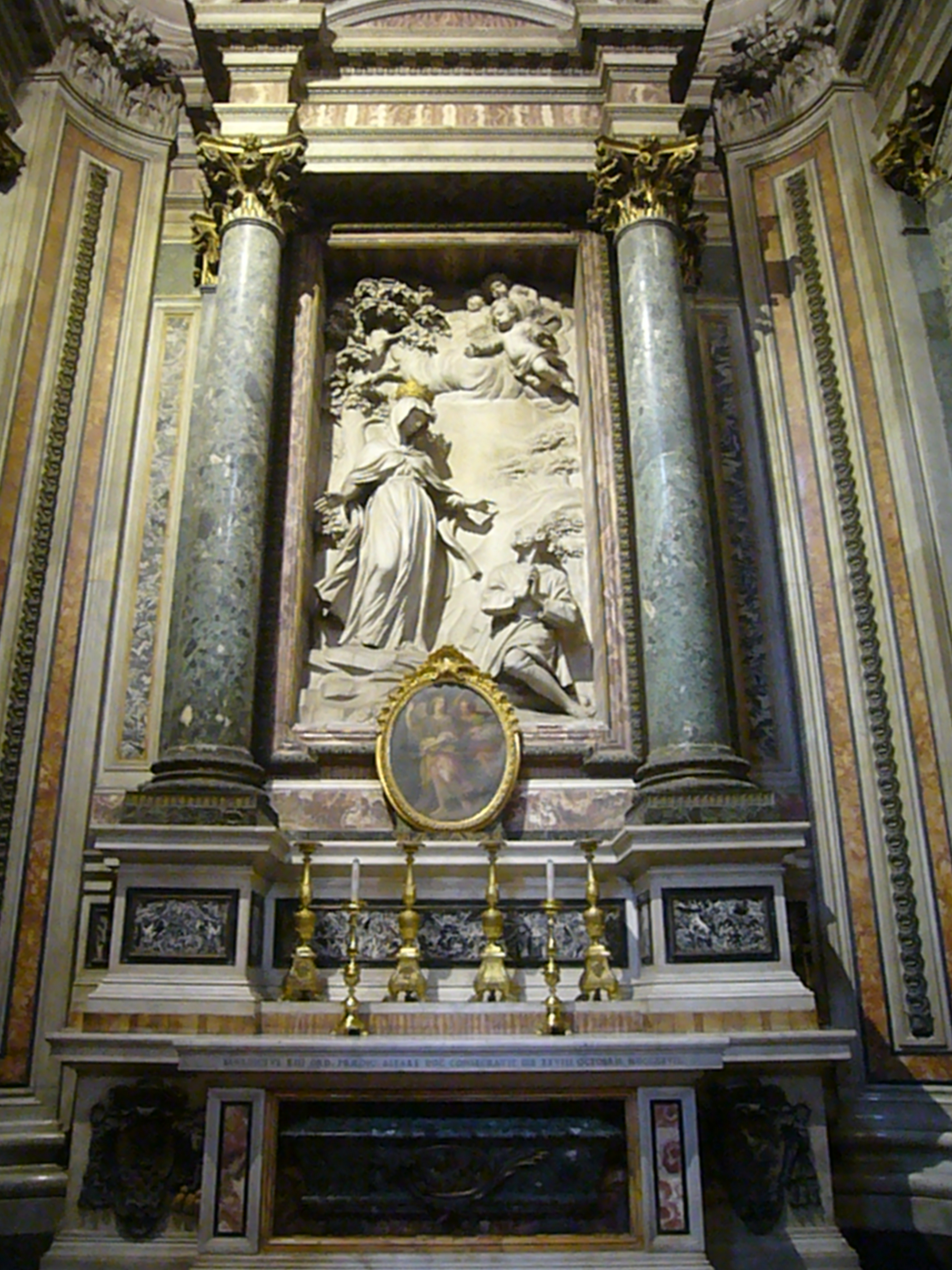
Kaplica Gavottich
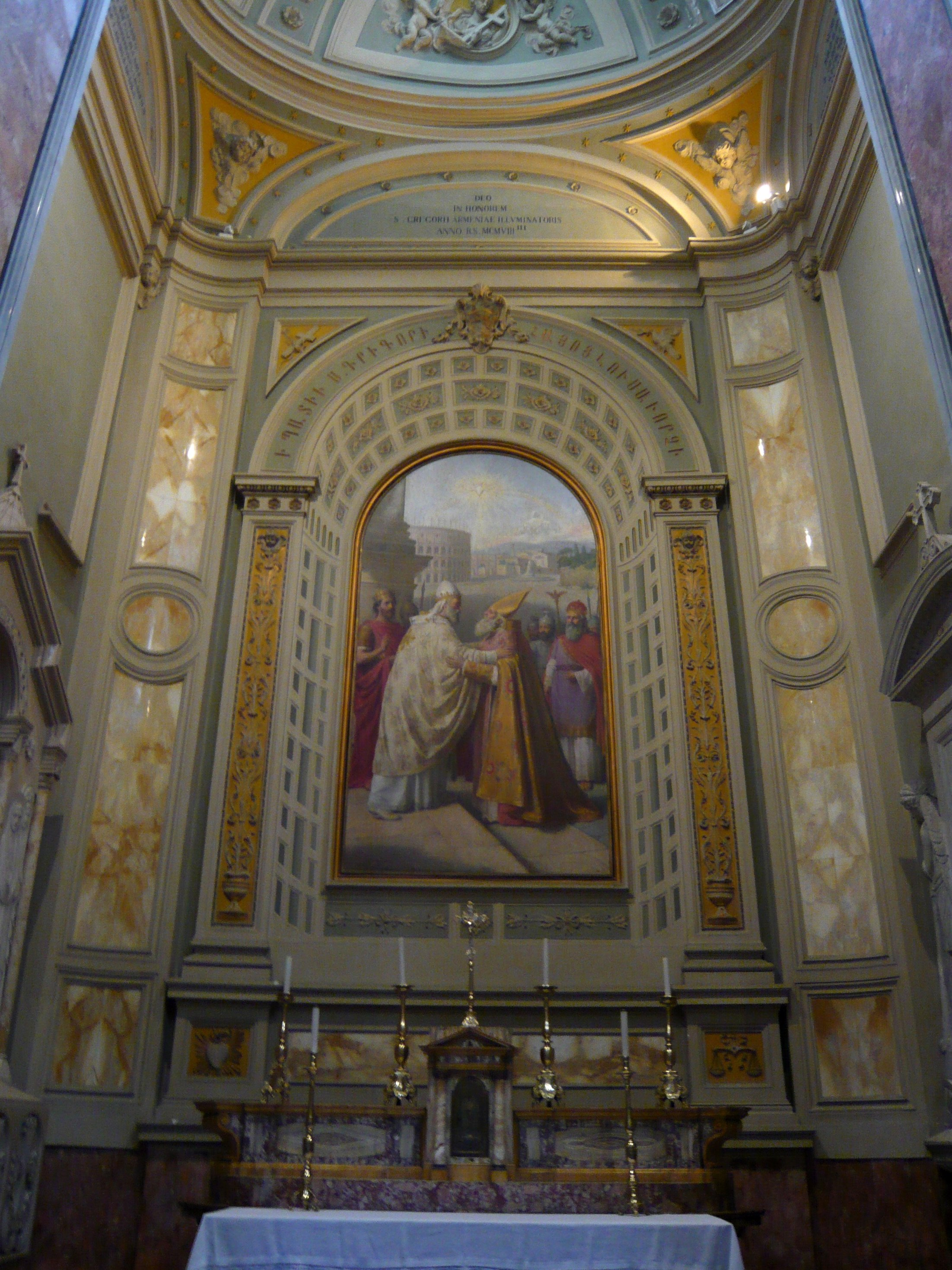
Kaplica ormiańska